# モンブラントラムウェイ
モンブラントラムウェイ（フランス語: Tramway du Mont-Blanc、英語: Mont Blanc Tramway）は、フランスのオート＝サヴォワ県にある登山鉄道である。
車窓からはモンブランをのぞむことができ、観光客に人気がある。また終着駅ニー・デーグル（Nid d'Aigle）からのモンブラン山頂への登頂や、山腹のハイキングコースに至るために便利であるため、登山者にもよく利用されている。
フランスの鉄道としては、最も高い標高まで到達している。

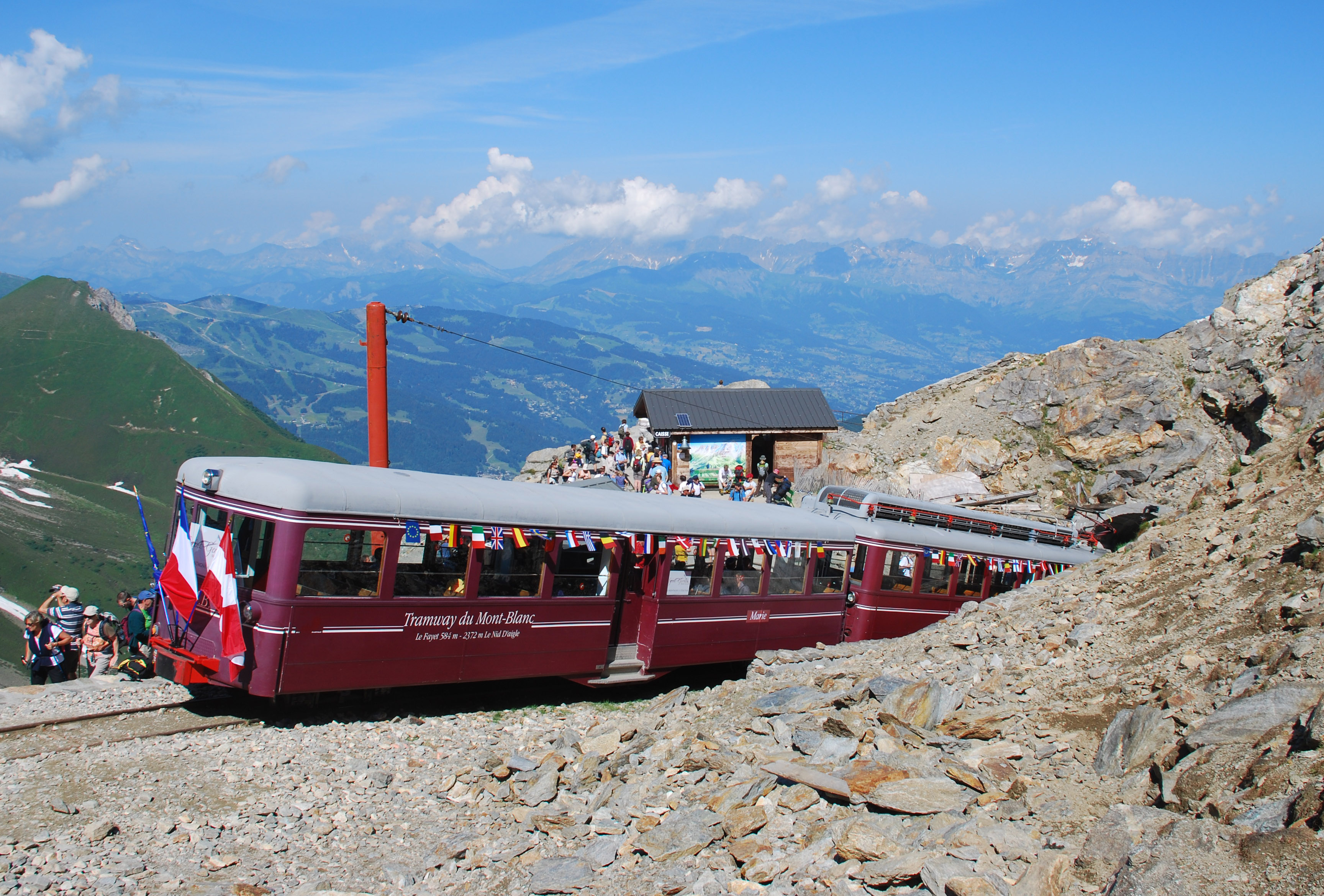
ニー・デーグル駅はトンネル出口にある

## 路線
フランス国鉄（SNCF）と接続する標高580メートルのサン・ジェルヴェ・レ・バン（英語版）が始発で、標高2,372メートルのニー・デーグル（Nid d'Aigle）が終点である。
全長は12.4キロで、起点から終点までで約1,800メートルの標高差を上り、所要時間は約1時間である。軌間は1,000mm、ラック式鉄道（路線の大部分で使用）と粘着式鉄道を併用する。平均勾配は150‰、最急で240‰である。

## 歴史
1907年に部分開業し、1914年に現在の終点ニー・デーグルまで開通。更なる延長計画もあったが第1次世界大戦で中断し、以後は再開されなかった。当初は蒸気機関車による運行で、1956年に電化された。

## 運営主体
カンパーニュ・ド・モンブラン (Compagnie du Mont Blanc) が行っている。同社はモンタンヴェール鉄道や、他のスキーリフト等の運営も行う。